# Keosauqua
Cette page contient des caractères spéciaux ou non latins. S’ils s’affichent mal (▯, ?, etc.), consultez la page d’aide Unicode.
La ville de Keosauqua (en anglais [kiː.əˈsɔːkwə]) est le siège du comté de Van Buren, dans l’État de l’Iowa, aux États-Unis. Elle comptait 1 066 habitants lors du recensement de 2000.

## Personnalités liées à la ville
- John Elliott, acteur américain, né le 5 juillet 1876 à Keosauqua.

## Source
- (en) Cet article est partiellement ou en totalité issu de l’article de Wikipédia en anglais intitulé « Keosauqua, Iowa » (voir la liste des auteurs).